# Les Ripoux
Série Les Ripoux
Ripoux contre ripoux
(1990)
Pour plus de détails, voir Fiche technique et Distribution.
Les Ripoux est un film français réalisé par Claude Zidi, sorti en 1984.
Grand succès au box-office avec 5,8 millions de spectateurs, le film reçoit trois César en 1985 lors de la 10e cérémonie des César : meilleur film, meilleur réalisateur et meilleur montage.

## Synopsis
Dans les années 1980, René Boisrond, inspecteur en poste au commissariat du 18e arrondissement de Paris, mène une vie bien tranquille, entre sa concubine Simone, une ex-prostituée, et son travail qui consiste essentiellement à encaisser pots-de-vin et commissions occultes en tous genres, lui permettant d'assouvir sa passion pour les courses hippiques.
Le train-train de ce flic « ripou » (c'est-à-dire « pourri » en verlan) est quelque peu chamboulé par l'arrivée au commissariat de l'inspecteur Lesbuche, jeune provincial frais émoulu de l'école de police, plein d'ambition et pétri de hauts principes moraux, avec qui il doit faire équipe. En effet, ce dernier arrive en remplacement de Pierrot, ancien coéquipier de Boisrond, que ce dernier a fait envoyer en prison à sa place à cause d'une arrestation « hors procédure » dont il ne voulait pas assumer les conséquences.
Lesbuche, d'abord choqué par les méthodes de Boisrond, se fait progressivement une raison, devenant un « ripou » comme son collègue pour finalement entraîner celui-ci contre son gré dans un vol de grande ampleur.

## Fiche technique
- Titre : Les Ripoux
- Réalisation : Claude Zidi, assisté de Stéphane Clavier
- D'après une idée originale de : Simon Michaël
- Scénario et dialogues : Didier Kaminka et Claude Zidi
- Directeur de la photographie : Jean-Jacques Tarbès
- Musique : Francis Lai
- Montage : Nicole Saunier
- Direction artistique : Françoise De Leu
- Décors : Sandrine Mauvezin
- Cascades : Daniel Vérité, Gilles Conseil et Roland Neunreuther
- Costumes : Olga Pelletier
- Affiche : Patrick Claeys
- Producteur : Claude Zidi
- Société de production : Films 7
- Sociétés de distribution : AMLF
- Pays de production :  France
- Budget : 25 millions de francs[2]
- Langue : français
- Format : couleurs — Eastmancolor — 35 mm — 1.66:1 — son mono
- Genre : comédie policière
- Durée : 107 minutes
- Date de sortie : 
  - France : 19 septembre 1984
- Date de sortie en DVD : 1999 (France)
- Box-office France : 5 882 397 entrées
- Box-office Allemagne : 101 827 entrées[3]

## Distribution
- Philippe Noiret : René Boisrond
- Thierry Lhermitte : François Lesbuche
- Régine : Simone
- Grace de Capitani : Natacha
- Julien Guiomar : le commissaire Bloret
- Albert Simono : l'inspecteur Leblanc
- Claude Brosset : Vidal
- Pierre Frag : Pierrot
- Jacques Frantz : Franck
- René Morard : Fernand, le patron du bistrot où René a ses habitudes
- Bernard Bijaoui : Camoun
- Michel Crémadès : le pick-pocket
- Jacques Santi : un inspecteur de l'IGS
- Olivier Granier : un inspecteur de l'IGS
- Henri Attal : Dédé la Mitraille
- Cheik Doukouré : le marabout
- Jacques Ciron : le patron restaurant chic
- François Cadet : l'hôtelier Louxor
- Ticky Holgado : Alphonse
- Abbes Zahmani : le dealer
- Abou Bakar : le receleur de montres
- Kamel Chérif : Abdel
- Pierre Baton : le procureur
- Guy Kerner : le président du tribunal
- Jean Lanier : l'officiel
- Gérard Couderc : le boucher
- Madette Marion : la bouchère
- Jean Cherlian : le gardien-chef
- Jean-Claude Bouillaud : un gardien
- Michel Duchezeau : le mac savatte
- Pascal Pistacio : Jésus
- Julien Bukowski : le chauffeur de la benne à ordures
- Jocelyn Canoen : le patron de la société de transports
- Louise Chevalier : la vieille dame
- Régine Teyssot : la jeune mère
- Hélène Hily : la caissière du PMU
- Georges Montillier : Taleb, le vendeur de vêtements
- Marius Yelolo : le client noir
- Med Salah Cheurfi : le chauffeur taxi
- Alain David : Marcel, le mécano
- Richard Fiardo : le voleur Myrha
- James Fitzgerald : le chef de partie
- Michel Hardy : le gardien secrétaire
- Nicholas Hawtrey : Spencer
- Menzan Kouassi : le joueur
- Karine Lafabrie : la caissière Shéhérazade
- Henri Laurent : le truand drogué
- Héctor Malamud : Manuel
- Pascal Martin-Granel : le premier taulard
- Simon Michaël : le camelot
- Michael Morris : Fisher
- Francis Roussef : l'homme poker
- Patrick Poivey : Un policier

## Production
Les scènes de bistrot sont tournées au Bistrot La Renaissance, rue Championnet dans le 18e arrondissement de Paris.

## Distinctions

### Récompenses
- César 1985 :
  - César du meilleur film pour Claude Zidi.
  - César du meilleur réalisateur pour Claude Zidi.
  - César du meilleur montage pour Nicole Saunier.

### Nominations
- César 1985 :
  - nomination au César du meilleur acteur pour Philippe Noiret.
  - nomination au César du meilleur scénario original pour Claude Zidi.

## Suites
Grand succès populaire, Les Ripoux donna lieu à deux suites : Ripoux contre ripoux (1990) puis Ripoux 3 (2003). Il a aussi été décliné en 2011 à la télévision avec le téléfilm Les Ripoux anonymes, initialement prévu pour être le premier épisode d'une série.

## Adaptations en jeux
- Les Ripoux (1985), jeu de plateau édité par Schmidt dans lequel les joueurs doivent extorquer de l'argent pour monter une affaire[5]
- Les Ripoux (1987), jeu vidéo d'aventure de Cobrasoft sur Atari ST et Amstrad CPC[6],[7].

## Autour du film
- Un extrait du film est aperçu dans le documentaire Adjust Your Tracking (en).
- L'affiche des Ripoux est visible dans le commissariat du film L.627[8].
- Dans le film, René (Philippe Noiret) explique à François que l'usage du coup de « bottin » sur la tête est efficace et ne laisse pas de marques. Dans le film L'Horloger de Saint-Paul (1974), le personnage incarné par Jean Rochefort expliquait exactement la même chose au personnage incarné par Philippe Noiret.

- Lors de la promotion des ripoux, Philippe Noiret est devenu grand père.